# عزلة قيفة آل محن لظهرة (البيضاء)

تعديل مصدري - تعديل

عزلة قيفه ال محن لظهرة هي إحدى عزل مديرية القريشية في محافظة البيضاء اليمنية ويبلغ تعداد سكانها 2663 نسمة حسب التعداد السكاني في اليمن لعام 2004.

## روابط خارجية
- الجهاز المركزي للإحصاء بالجمهورية اليمنية
- المركز الوطني للمعلومات باليمن
- World Gazetteer:Yemen
- الدليل الشامل